# Dota Arai
Dota Arai (jap. 新井 道大 Arai Dota; ur. 29 stycznia 2005) – japoński judoka. 
Srebrny medalista mistrzostw świata w 2025 i brązowy w 2024. Mistrz świata juniorów w 2023. Pierwszy na mistrzostwach kraju w 2025; drugi w 2024 roku.